# Ludwig Borchardt
Ludwig Borchardt (né à Berlin le 5 octobre 1863 et mort à Paris le 12 août 1938) est un égyptologue allemand.

## Biographie
Il a été l'élève d'Adolf Erman à Berlin, qui l'a aidé à créer l'Institut Allemand du Caire.
En 1895, il réside au Caire et publie, avec Gaston Maspero, le Catalogue du Musée Égyptien. En 1907, il fonde l'Institut archéologique allemand (German Archeological Institute ou Deutsches Archäologisches Institut (DAI) au Caire, dont il sera le directeur jusqu'en 1928).
Sa préoccupation essentielle est l'architecture de l'Ancien Empire.
Il mène des fouilles à Tell el-Amarna, où il découvre le travail du sculpteur Djéhoutymosé, qui aurait réalisé le fameux buste de Néfertiti (exposé depuis le 16 octobre 2009 au Neues Museum de Berlin).
Il a également dirigé des fouilles à Héliopolis et sur des tombeaux de nobles de l'Ancien Empire à Abou Ghorab.

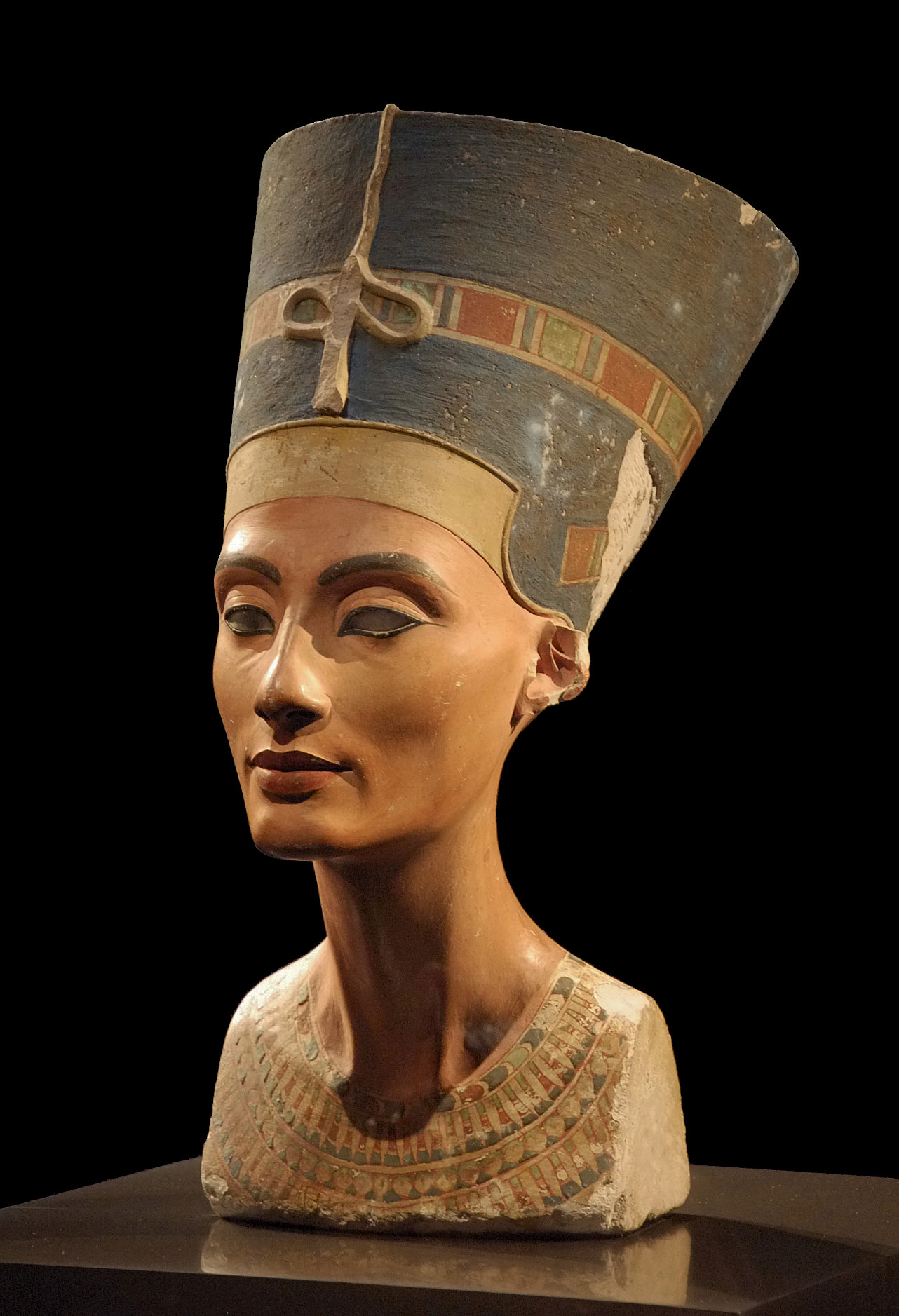
Buste de Néfertiti

Au cours de la campagne de fouilles de 1912/1913, ses employés tombèrent sur l'ensemble immobilier de sculpteur Thoutmosis. Là, ils découvrirent le Buste de la reine Néfertiti dans l'atelier dit du sculpteur le 5 décembre 1912. Le directeur des fouilles, Borchardt, se trouvait alors au Caire et s'est ensuite rendu sur le site de fouilles. Le 6 décembre 1912, le buste fut élevé en sa présence et se trouve aujourd'hui au Musée égyptien de Berlin. L'historien de l'art Henri Stierlin a publié un livre en 2009 dans lequel il affirmait que Borchardt avait falsifié le buste. Ce qui a été rejeté comme incorrect par Dietrich Wildung, alors directeur du Musée égyptien de Berlin. L'accusation a été réfutée au cours de l'examen systématique de l'histoire de l'institut du Caire par Susanne Voss, notamment par le fait que, selon les dossiers, Borchardt ne s'est rendu sur le site de fouille qu'après la découverte du buste.

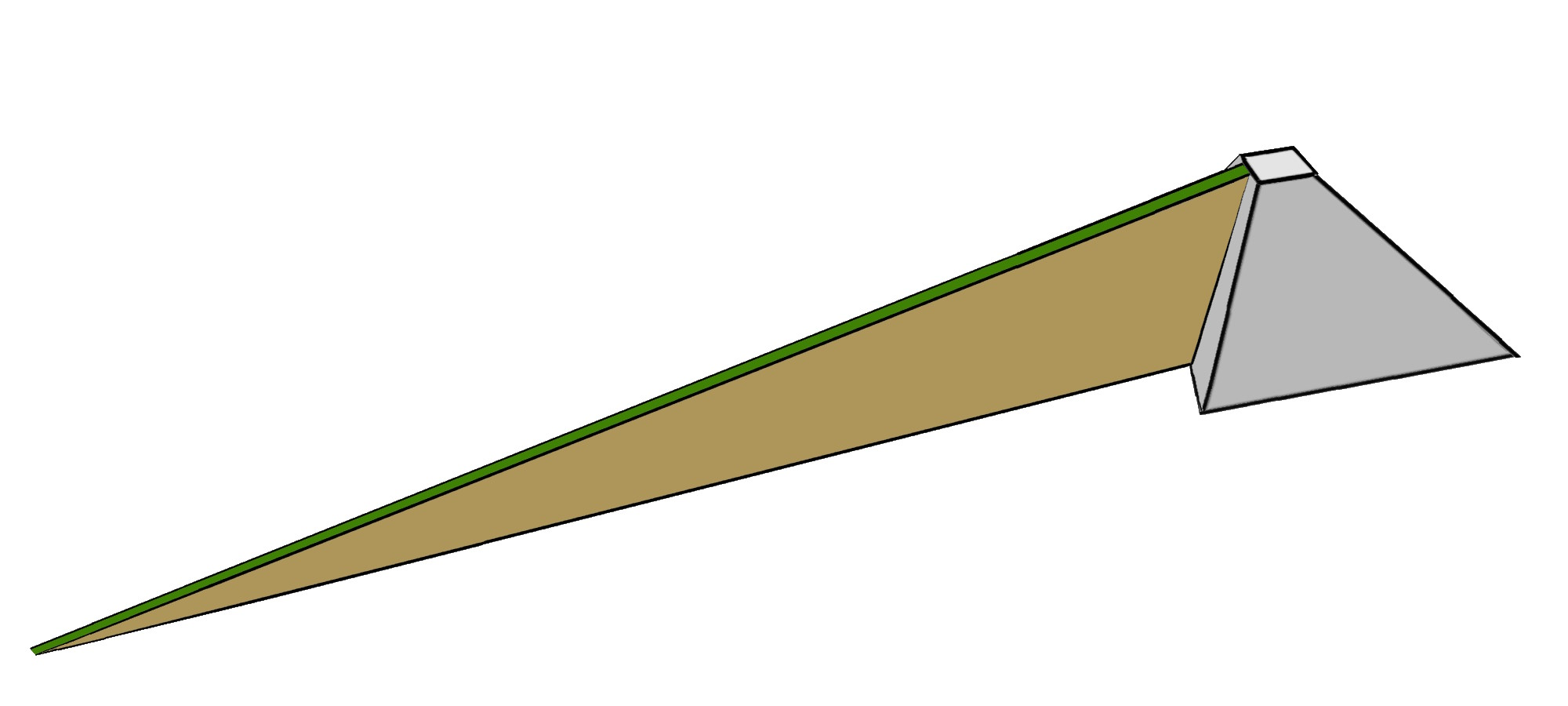
Modèle de rampe de Ludwig Borchardt

En 1928, il publia une proposition visant à construire la Pyramide de Khéops. Une rampe extérieure est utilisée qui s'étend verticalement vers la pyramide et grandit avec la hauteur de la pyramide.
Il meurt à Paris le 12 août 1938.

## Publications
- Histoire de l'architecture du temple d'Amon à Karnak [« Baugeschichte des Amontempels von Karnak »], 1905 ;
- Annales et chronologie de l'Ancien Empire dans l'histoire égyptienne [« Die Annalen und die zeitliche Festlegung des Alten Reiches der ägyptischen Geschichte »], 1917 ;
- Sources et recherches concernant la datation de l'histoire égyptienne [« Quellen und Forschungen zur Zeitbestimmung der Ägyptischen Geschichte »], 1917-1938.